# Alexandre Souvorov
« Souvorov » redirige ici. Pour les autres significations, voir Souvorov (homonymie).
 (novembre 2015).
Si vous disposez d'ouvrages ou d'articles de référence ou si vous connaissez des sites web de qualité traitant du thème abordé ici, merci de compléter l'article en donnant les références utiles à sa vérifiabilité et en les liant à la section « Notes et références ».
Alexandre Vassilievitch Souvorov (en russe : Алекса́ндр Васи́льевич Суво́ров ; en français, on a aussi dit Souvarov), né le 13 novembre 1730 (24 novembre dans le calendrier grégorien) et mort le 6 mai 1800 (18 mai dans le calendrier grégorien), comte Rymnitski, prince Italiski (1799) en raison de sa campagne en Italie, comte du Saint-Empire romain germanique, est un généralissime russe.
Souvorov est l'un des rares généraux à n'avoir jamais été vaincu. Il devint également célèbre pour son ouvrage, La Science de la Victoire, où il compila et résuma ses principes militaires en formules simples et accrocheuses : « La balle est une chose folle, seule la baïonnette sait ce qu'il en est », « Meurs, mais sauve ton camarade ! » ou encore « Ce qui est dur à l'entraînement sera facile pendant la bataille ». Il enseigna à ses hommes à être excessivement offensifs, une nouvelle citation le confirmant : « Attaquez avec le fer ! Poussez avec la baïonnette ! ». Il était particulièrement proche de ses hommes, les gratifiant du titre de « frères », et rendait « l'inspiration » à l'origine de ses plans et stratégies géniaux.

## Biographie

### Formation et débuts
Né à Novgorod d'une famille noble, il est le fils d'un officier supérieur et est formé à l'école des Cadets de Saint-Pétersbourg.
Entré au service à l'âge de 13 ans pendant la guerre russo-suédoise (1741-43), il se distingue contre les troupes prussiennes pendant la guerre de Sept Ans (1756-1763). En 1759, il participe à la bataille de Kunersdorf, où les Russes remportent une grande victoire contre Frédéric II de Prusse. Souvorov y démontre son courage et son opiniâtreté. Il parvient au grade de colonel en 1762 (à 32 ans).
En 1768, il sert en Pologne au moment de la guerre de la Confédération de Bar. Durant les campagnes de 1769 à 1772, qui précèdent le premier partage de la Pologne, ses troupes s'emparent de Cracovie ; il est alors promu au grade de général major et obtient la décoration de l'ordre de Saint-Alexandre Nevski.

### Le général
En 1773, Souvorov est envoyé en Crimée durant la guerre contre les Turcs. Il s'y bâtit une réputation d'invincibilité en écrasant l'armée tatare à Kozludža en 1774.
Rappelé en Prusse, après la guerre de Pologne, dans laquelle les confédérés polonais luttent contre l'envahisseur russe, Souvorov contribue à la défaite de l'armée d'Emelian Pougatchev, qui avait soulevé des Cosaques et des Tatars, dévasté et soumis une vaste étendue des actuelles Ukraine et sud-est de la Russie, et qui, secondé par les moines et les mécontents de l'intérieur, se flattait déjà de placer sur sa tête la couronne sanglante de Pierre III, dont il avait pris le nom.
Arrivé dans la région du Don, il s'empare de Pougatchev que des traîtres lui ont livré pour la somme de 100 000 roubles. Il est le premier à l'interroger puis le ramène dans une cage à Moscou pour y être décapité.
De 1777 à 1783, Souvorov continue à se distinguer en Crimée et dans le Caucase. Il réprime entre autres une révolte des peuples caucasiens musulmans en 1780.
Lieutenant-général après la victoire remportée sur l'Empire ottoman, sous les murs de Silistra, il soumit, en 1783, les Tatars du Kouban et de Badzink, et leur fit prêter serment de fidélité à sa souveraine, la Grande Catherine.
Ses exploits le font monter en grade. Il est promu lieutenant-général en 1780 et général d'infanterie en 1783, il fut récompensé par la grand'croix de l'ordre de Saint-Vladimir et par le portrait de Catherine II, que l'impératrice lui envoya enrichi de diamants. S'il était courtisan, il l'était à sa manière.

### Guerre contre l'Empire ottoman

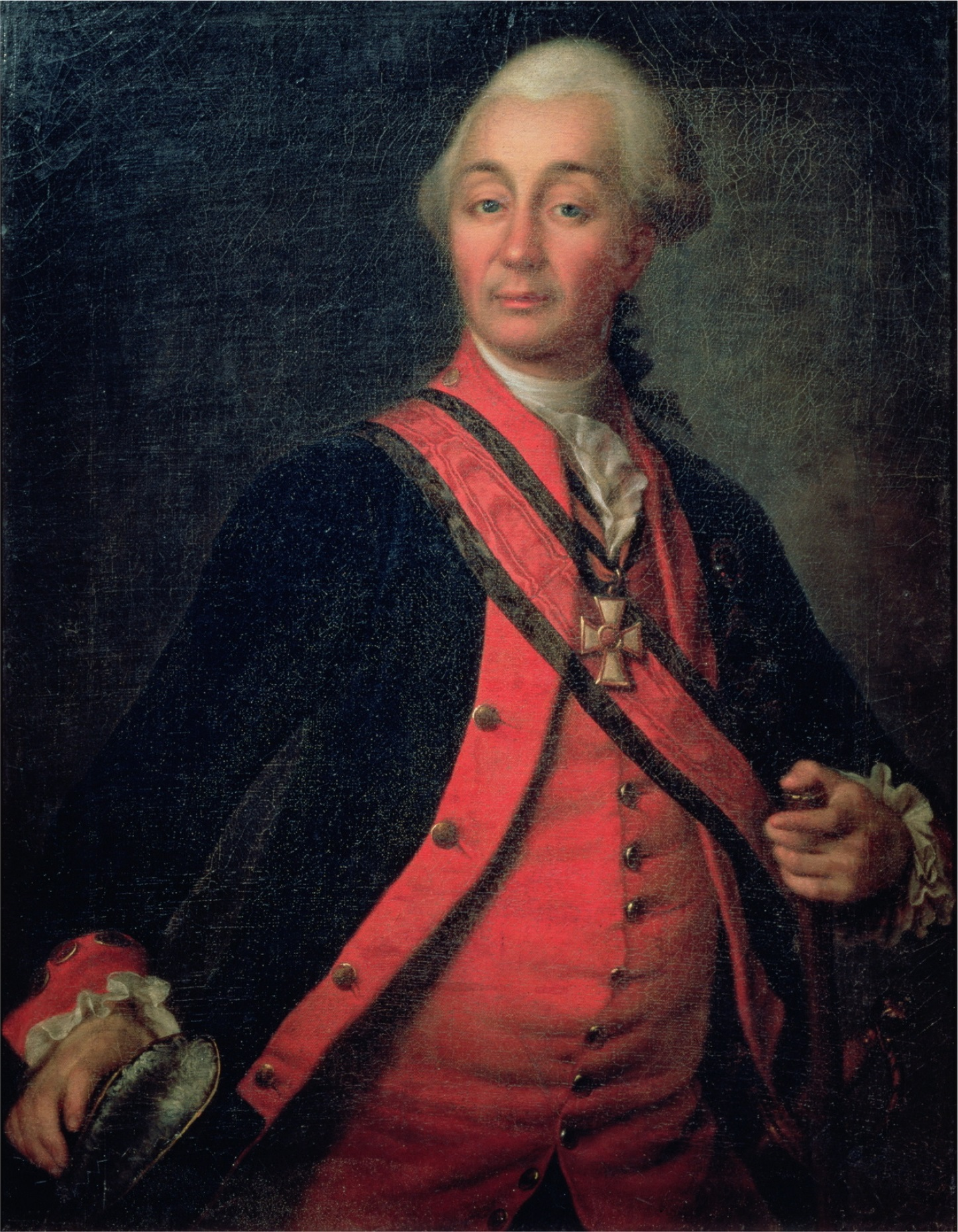
Portrait d'Alexandre Souvorov (1786), par Dmitri Levitski, musée Tropinine, Moscou

En 1787, à la suite de l'annexion de la Crimée par les Russes, l'Empire ottoman déclare la guerre à la Russie. Catherine II veut d'abord s'emparer de la forteresse d'Özi (Öçak ou Otchakov), qui contrôle l'embouchure du Dniepr. C'est Souvorov qui y est envoyé. Le général vainc d'abord ses adversaires à Kinbourn. Puis il assiège Özi dont il s'empare en 1788. Il franchit ensuite le Dniestr, entre en Moldavie et y bat les Turcs successivement à Focșani et à la rivière Râmnic. Par la suite, il sera nommé comte d'Otchakov (forme russe d'Özi) et comte Rymnitski (de Rymnik, forme russe de Râmnic).
Après les victoires remportées par les Russes et les Autrichiens alliés, pendant les années 1788 et 1789, une place importante résistait : c'était Izmaïl, la plus importante forteresse turque aux bouches du Danube et l'une des plus importantes d'Europe.
En 1790, Souvorov assiège Izmaïl. Le 7 décembre, il donne un ultimatum de 24 heures aux assiégés sinon ce sera l'assaut et la mort. Les Ottomans refusent de se rendre ; Souvorov la prend d'assaut. Pendant trois jours, il laisse ses soldats massacrer les civils musulmans de la ville.
Le traité d'Iași de 1792 donne aux Russes tout le littoral de la mer Noire entre Azov et le Kouban, comprenant les bouches du Boug et jusqu'à celles du Dniestr.

### La campagne de Pologne

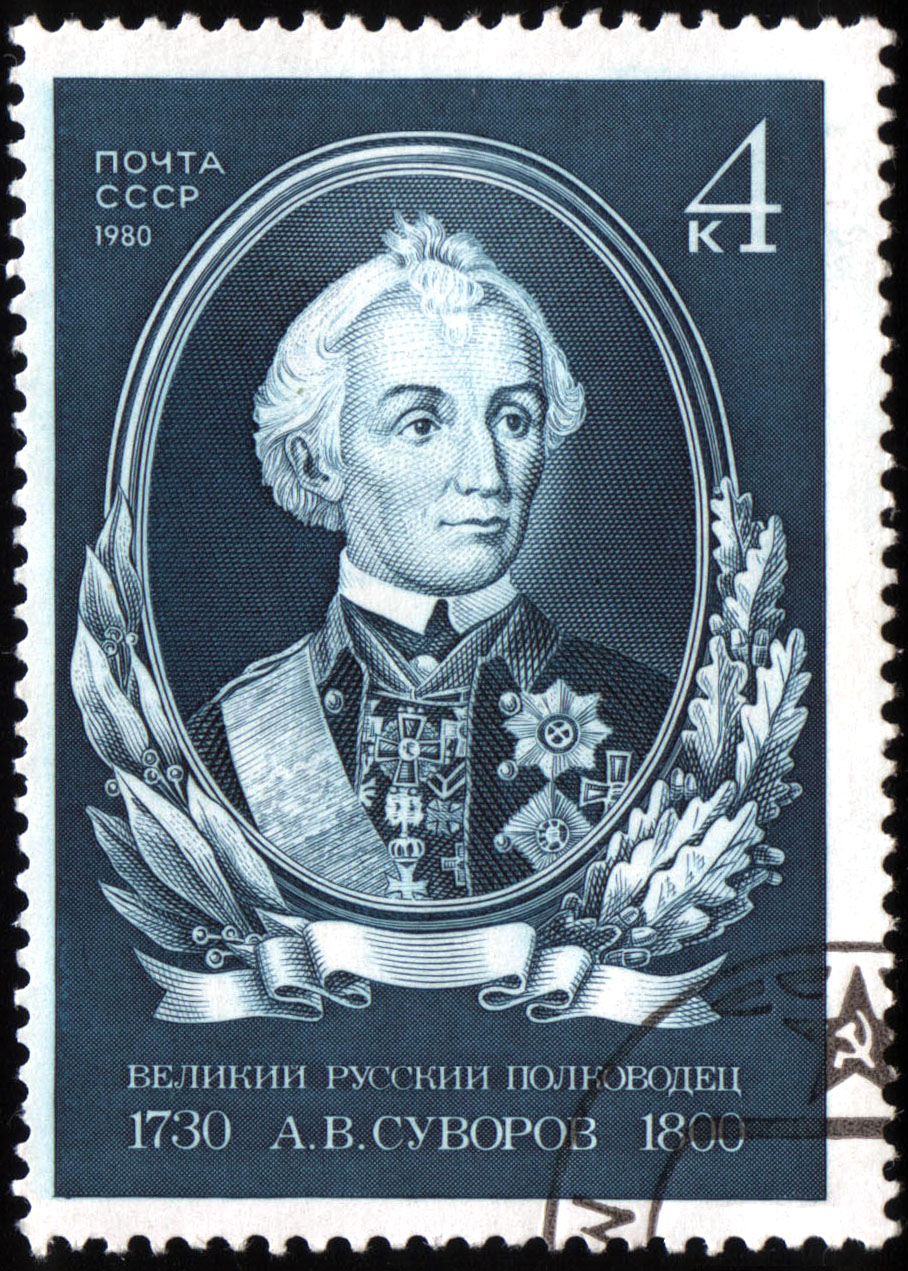
Timbre de l'Union soviétique, Alexandre Souvorov, 1980 (Michel 5009, Scott 4878)

Après la paix russo-turque, Souvorov est de nouveau transféré en Pologne où vient d'éclater l'insurrection menée par Tadeusz Kosciuszko. Chargé par Catherine II de l'écraser, il s'y engage avec ardeur. Souvorov avait donné à Izmaïl une preuve d'obéissance qui devait le faire préférer à tous les généraux russes pour cette mission. Ce fut lui, en effet, qui fut chargé d'entrer dans ce pays, avec un nombreux corps d'armée, pour seconder les opérations du général de Fersen qui venait déjà d'accabler, par ses forces supérieures, la petite armée polonaise.
Il remporte d'abord la bataille de Maciejowice où il réussit à faire prisonnier Kosciuszko lui-même. Sa faible troupe était vaincue et dispersée. Souvorov n'était pas chargé de vaincre, mais d'anéantir.
Attaquant, avec sa fougue ordinaire, tous les corps polonais qui tenaient la campagne, il marche droit sur Varsovie qu'il encercle. Le 4 novembre 1794, une foule de citoyens tente de lui résister dans le faubourg de Praga. L'assaut est donné, l'armée russe marche sur sept colonnes, s'empare, dès la première attaque, des fortifications qu'une artillerie insuffisante défendait et, sur ordre de Catherine II, massacre près de 9 000 citoyens.
Après la prise de la ville, la tsarine le nomme Generalfeldmarschall. Il commande Varsovie jusqu'à sa rentrée à Saint-Pétersbourg en 1795.

### La disgrâce

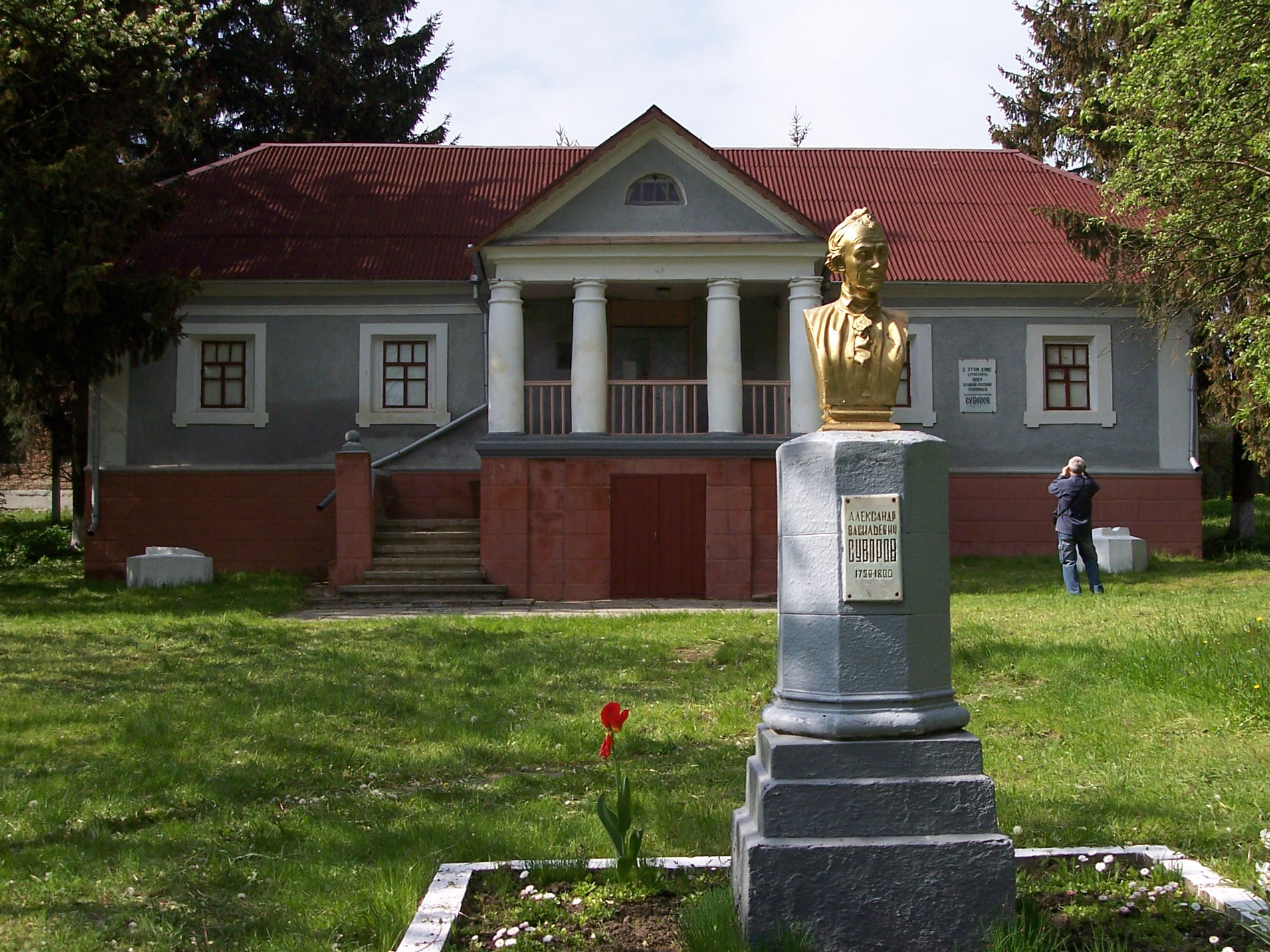
Musée et buste classé dans sa maison où il écrivit, L'art de la victoire.

Malheureusement pour Souvorov, sa souveraine, pour laquelle il professait un véritable culte, meurt d'une attaque d'apoplexie : il la regrettera amèrement pendant les dernières années de sa vie. Le 17 novembre 1796, Paul Ier succède à Catherine II.
Paul Ier, commença son règne par faire des innovations dans le système militaire, qui déplurent à toute l'armée et particulièrement à Souvorov. Voulant se débarrasser des familiers de sa mère, il renvoie Souvorov qui tombe en semi-disgrâce.
Le feld-maréchal, disgracié et exilé dans ses terres, profite de sa retraite pour publier un livre, L'art de la victoire, contenant ses idées sur la guerre.

### La campagne d'Italie

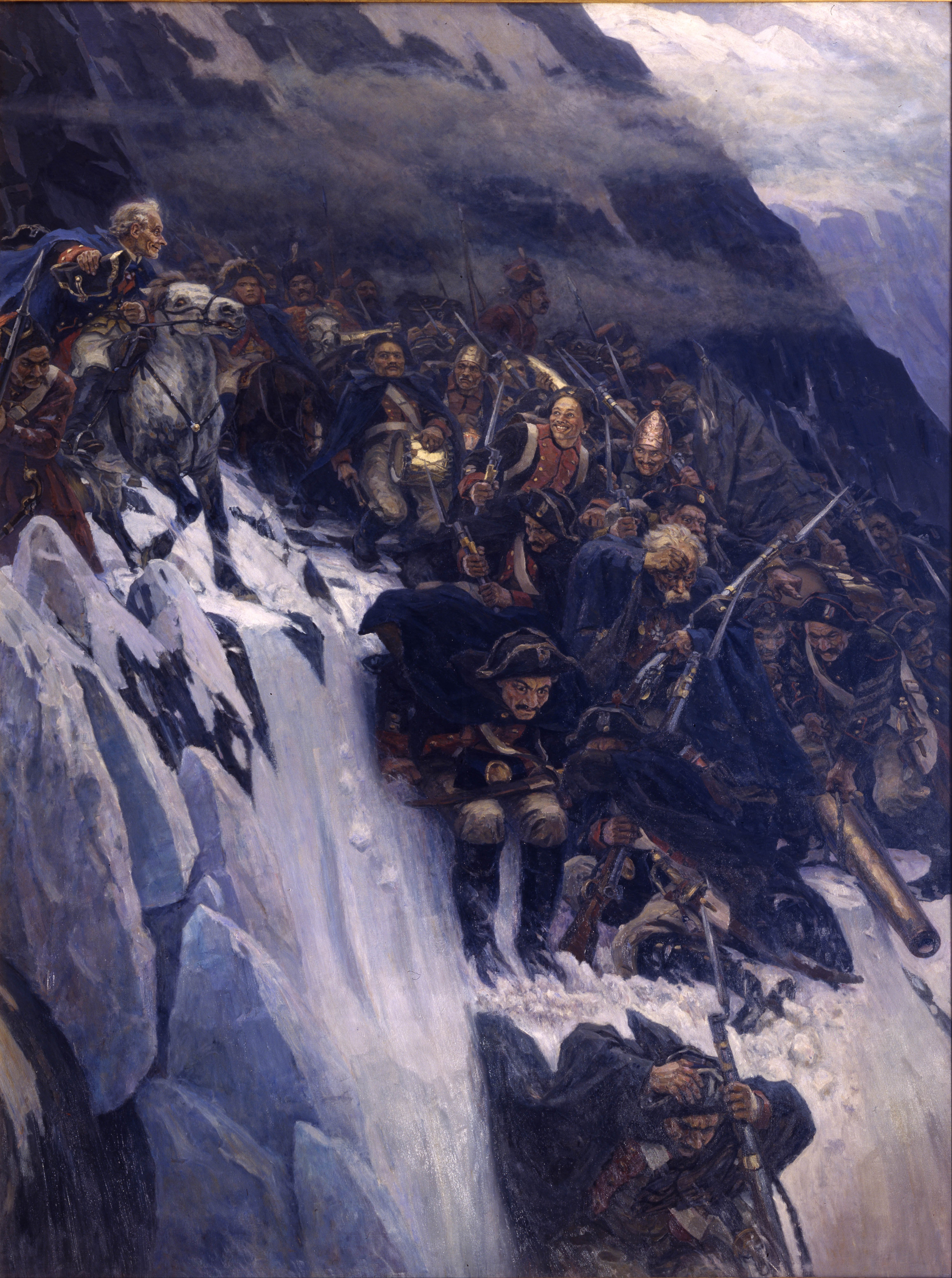
La Traversée des Alpes de Souvorov en 1799 par Vassili Sourikov, 1899.

En 1798, la Russie, alliée à la Grande-Bretagne et à l'Autriche, soutenues par l'Empire ottoman, déclare la guerre à la France. Paul Ier rappelle Souvorov, à la demande expresse de François Ier d'Autriche. Celui-ci voudrait le voir commander les troupes russes qui assureront la reconquête de l'Italie, dont Napoléon Bonaparte vient de s'emparer (avant de la quitter pour se rendre en Égypte en 1798, et d'y revenir en 1800).
Le 18 avril 1799, il prend le commandement en chef des armées combinées austro-russes. À la tête d'une armée russo-autrichienne, Souvorov entre en Italie au printemps 1799. Le 27 avril il remporte une victoire à Cassano ; le 29 avril, il entre à Milan et deux semaines après, occupe Turin et proclame la restitution du Piémont à son roi, Charles-Emmanuel IV.
À l'automne, Souvorov passe le col du Saint-Gothard afin de soutenir le général Korsakov qui s'apprête à envahir la France. Mais Korsakov, mal soutenu par les Autrichiens jaloux des succès de Souvorov, se fait battre le 25 septembre par les troupes du général André Masséna à la bataille de Zurich. Les Russes sont alors obligés de se replier vers le Vorarlberg.
Après cette défaite, Paul Ier dissout l'alliance et rappelle Souvorov. C'est alors que le feld-maréchal décide d’abandonner les Autrichiens à eux-mêmes et de ramener à son souverain les faibles restes de l'armée confiée à son commandement. Mais la retraite sur Lindau présente de sérieuses difficultés, engendrant peines et fatigues. Masséna dira plus tard qu'il donnerait toutes ses campagnes et toutes ses victoires pour la seule expédition de Souvorov en Italie.
En apprenant la retraite du feld-maréchal, Paul Ier approuvant sa conduite, annonce l'intention de célébrer ses victoires en Italie en faisant entrer Souvorov à Saint-Pétersbourg sous un arc de triomphe ; mais, jaloux de voir la popularité de Souvorov dépasser la sienne, il annule la cérémonie et le fait même dégrader.
Souvorov, après avoir séjourné, pendant le mois de janvier de l'année 1800, à Prague où il célèbre le mariage de son fils avec une princesse de Courlande, a plusieurs conférences avec le général autrichien Bellegarde et l'ambassadeur britannique Spencer Smith. Mais Paul Ier, déterminé à rompre avec la coalition qu'il accusait de l'avoir trahi, s’indigne de voir son feld-maréchal russe en rapport avec des diplomates anglais et autrichien, quand lui, empereur, renvoyait au cabinet britannique, percée de son épée, la dépêche par laquelle on lui refusait la souveraineté promise de Malte.
Au lieu des honneurs attendus à Saint-Pétersbourg, Souvorov trouve un ordre d'exil qui l’oblige à trouver asile auprès d'une de ses nièces. Forcé de s'éloigner, le vieux guerrier, accablé de chagrin, se retire dans ses terres de Pollendorff dans le gouvernement d'Estland, où il tombe malade.
L' Empereur, se repentant alors de sa conduite injuste et cruelle envers un homme qui avait couvert de gloire les armées russes, l'envoye visiter par ses deux fils, Alexandre, futur tsar, et Constantin, qui avait partagé avec le feld-maréchal une partie des dangers de la dernière campagne.
C'est dans la quasi-pauvreté que l'un des plus grands généraux de son temps décède le 18 mai 1800.

## Traits de caractère de Souvorov

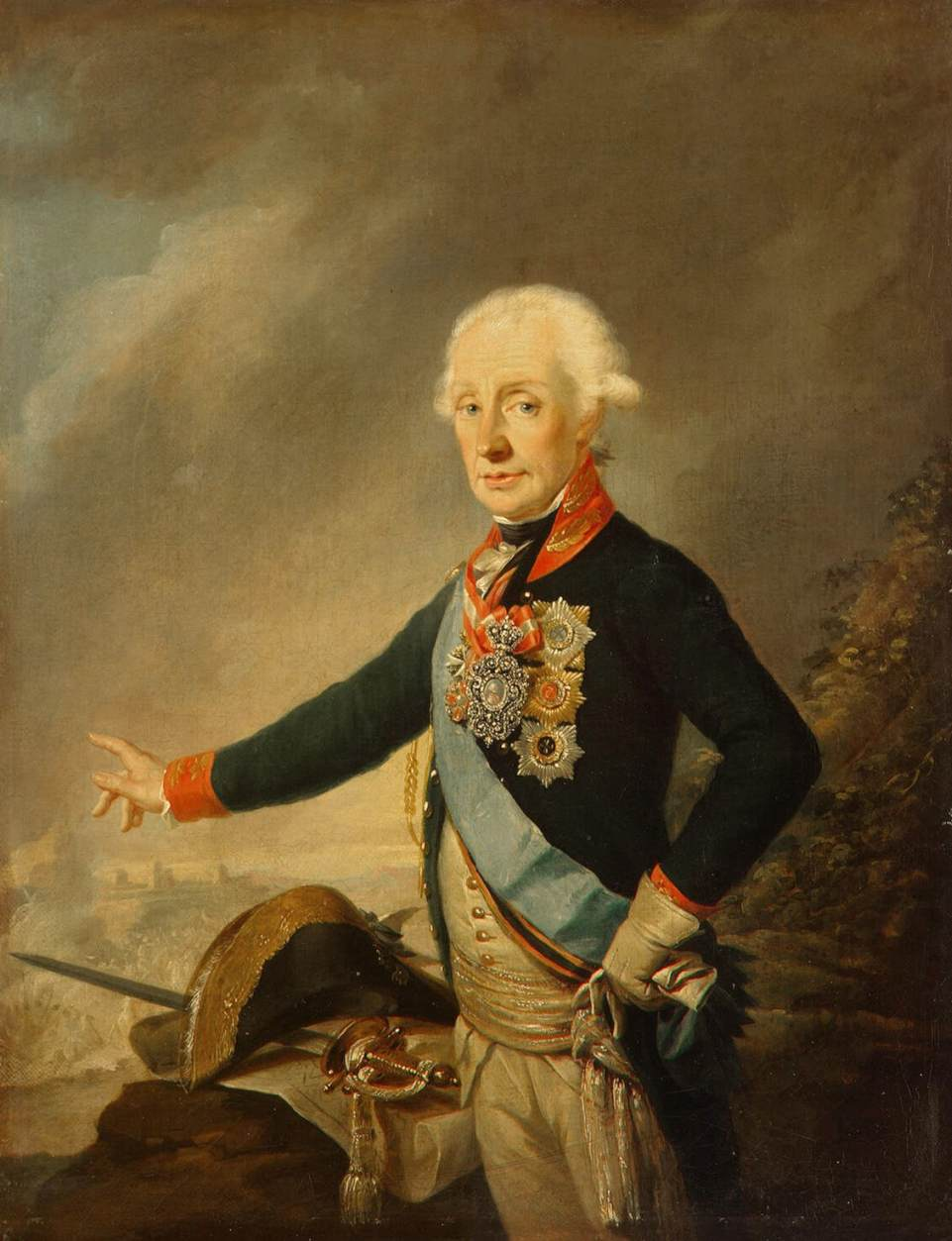
Portrait du comte Alexandre Souvorov (1799), par Joseph Kreutzinger, musée de l'Ermitage, Saint-Pétersbourg

La vie de Souvorov était austère et dure.
À Vérone, il refusa l'appartement qu'on lui avait préparé et en choisit un autre beaucoup plus simple, dont il fit enlever les glaces comme un objet de luxe qui blessait ses yeux. Il ne portait son uniforme que dans les occasions où il s'agissait de faire respecter en lui le général des armées de son souverain ; dans toutes les autres, on le trouvait vêtu de toile, ou dans les plus grands froids, d'une touloupe (pelisse commune) en peau de mouton. Mais, par un contraste frappant, quand, dans les jours d'apparat, il quittait sa peau de mouton, pour le grand uniforme de feld-maréchal, il se chargeait d'ornements, de tous ses cordons, de ses plaques en diamants et décorations de toute espèce, attachait à son chapeau une aigrette en brillants qui lui avait été donnée par Catherine, et à son cou le portrait de cette princesse.
Souvorov possédait une assez grande culture générale et parlait avec facilité plusieurs langues, mais il se refusait aux longues écritures diplomatiques et politiques. « La plume sied mal », disait-il, « dans la main d'un soldat ». On s'étonnait à la cour de l'originalité de caractère de Souvorov, de sa manière de vivre, de la singularité de son langage et de la rudesse de ses mœurs. Sa mise prêtait aux sarcasmes des courtisans qui ne l'aimaient pas. Les soldats adoraient un chef qui partageait toutes leurs fatigues, qui vivait au milieu d'eux sans faste, sans recherche et aussi simplement qu'eux-mêmes. Connaissant tout l'empire de la religion, de la superstition même sur les soldats russes, il obligeait les officiers à réciter le soir, après la retraite, des prières publiques devant leurs troupes. Aussi actif qu'audacieux, il possédait au suprême degré l'art d'exalter l'enthousiasme du soldat et de l'attacher à sa destinée.
Minutieux et sévère dans le service, il voulait, avec raison, que la discipline fût rigoureuse et que l'obéissance envers le chef fût exacte et absolue.
Souvorov avait une fortune immense, mais on n'eut à lui reprocher aucune déprédation ; tout ce qu'il possédait lui avait été donné par (la grande) Catherine.
L'empereur Alexandre 1er, aussitôt son avènement au trône, rendit à Souvorov la justice que Paul Ier, son père, lui avait refusée. Il lui fit élever une statue, et tous les anciens compagnons d'armes du feld-maréchal furent appelés à l'inauguration de ce monument. Le grand-duc Constantin, qui participait un peu de la nature de Souvorov, prononça publiquement, en présence des troupes assemblées, l'éloge du vieux guerrier ; tous les corps de l'armée, en défilant devant la statue, lui rendirent les honneurs militaires que le feld-maréchal recevait de son vivant.
Souvorov s'est marié à l'âge de 33 ans. Il ne s'est jamais bien entendu avec sa femme, la princesse Prozarovskaïa : il a fallu que l'impératrice Catherine intervienne en personne à plusieurs reprises pour le dissuader de rompre son mariage, qui au bout du compte ne survécut pas. Après son divorce, son épouse se chargera de l'éducation de leur fils.  Souvorov gardera sa fille auprès de lui et sera durant toute sa vie très lié avec cette dernière.
Personnalité exceptionnelle, adulé par ses soldats, admiré par les grands capitaines de son temps, ce petit homme (il mesure à peine 1,60 m) n'a jamais subi de défaite de toute sa carrière. Tacticien hors pair, il remporta la plupart de ses batailles avec parfois des effectifs inférieurs en nombre à ceux de ses adversaires, jouant sur l'audace, la rapidité, la mobilité, et surtout cherchant à inculquer à ses hommes une éducation militaire faite d'esprit d'initiative et de responsabilisation, au rebours de l'éducation militaire prussienne, brutale, rigide et lourde de l'armée de Frédéric II (toujours battue par Souvorov), considérée pourtant à l'époque comme un modèle d'efficacité.

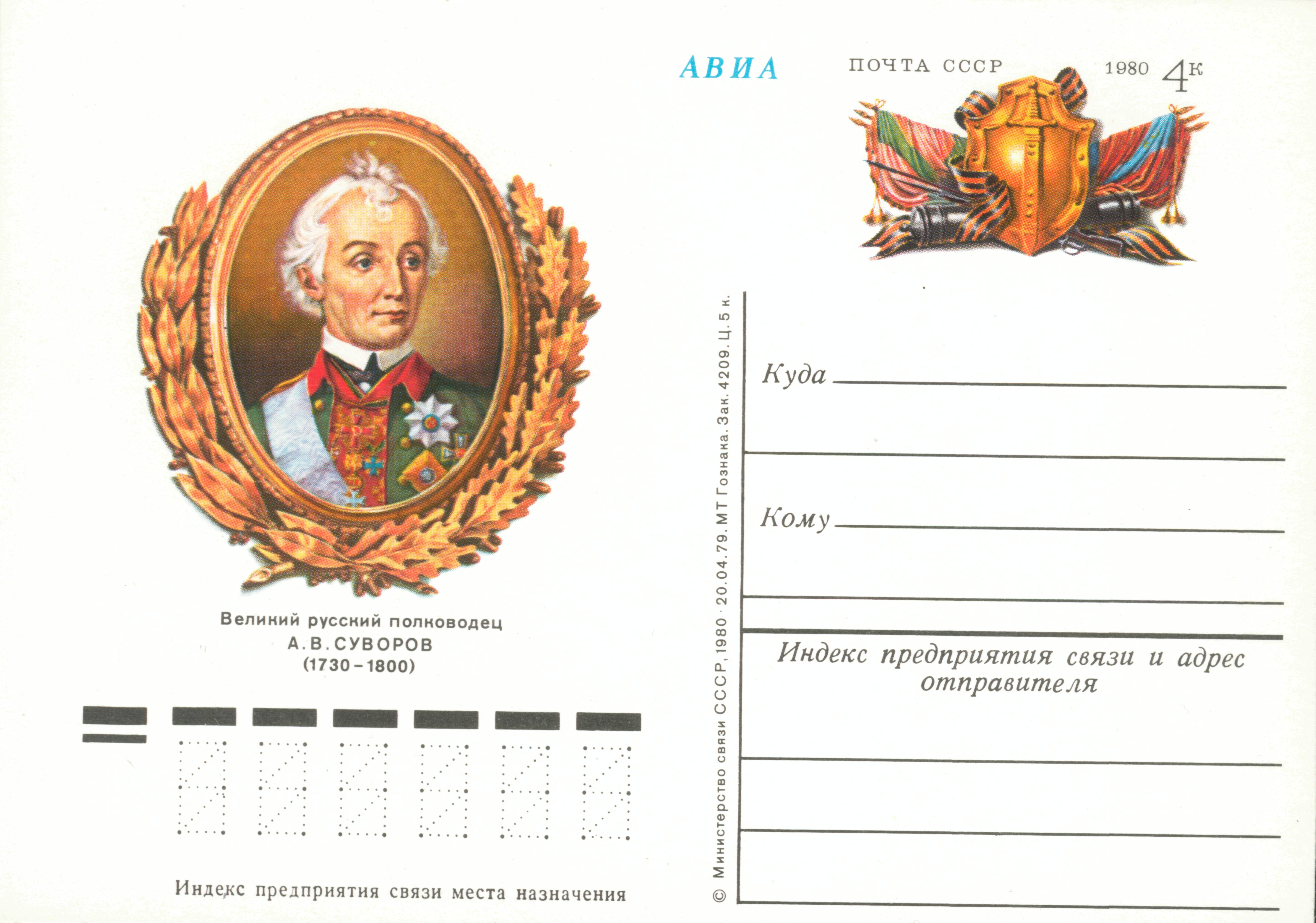
1980

## Hommages
- Après la mort de Paul Ier, Alexandre Souvorov est vite reconnu par la Russie entière comme un grand héros et le plus grand génie militaire de l'histoire du pays. Au XIXe siècle comme au XXe siècle, ses campagnes constituent une source d'inspiration pour tous les généraux.
- À la fin du XIXe siècle, des conférenciers militaires organisent pour les soldats russes des séances de lanterne magique pour célébrer les mérites de Souvorov, « le père des soldats, celui qui a compris le parti qu'on peut tirer de l'"âme russe". Et les projections leur montrent Souvorov jouant avec ses soldats, Souvorov ordonnant à ses soldats de lui creuser sa tombe parce qu'ils refusent de monter à l'assaut, etc.[31] »
- Un musée militaire à son nom est ouvert en 1908 à Saint-Pétersbourg.
- Des monuments lui sont érigés à Saint-Pétersbourg, Otchakiv, Izmaïl, Lac Ladoga, Kherson, Simferopol, Kaliningrad, Râmnicu Sărat et dans les Alpes suisses. Depuis l'invasion russe de l'Ukraine le 24 février 2022, plusieurs monuments ont été vandalisés ou démantelés dans ce pays, notamment à Toultchyn, à Izmaïl et à Ananiv[32].
- Le 29 juillet 1942, Le Présidium du Soviet Suprême crée l'ordre de Souvorov afin de récompenser le succès d'actions offensives contre des forces supérieures ennemies. Le premier récipiendaire est le maréchal Gueorgui Joukov.
- Un cuirassé de la Marine impériale de Russie porta le nom de Kniaz Souvorov en l'honneur du maréchal.
- Kozludža, en bulgare Novgradets, fut renommée Souvorovo par la Bulgarie en 1950 en l'honneur de sa victoire de 1774[33].
- La Transnistrie lui a rendu hommage en le représentant sur plusieurs de ses billets. La capitale du "pays", Tiraspol, possède aussi une statue à la gloire du général.
- Une pâtisserie porte son nom (en français on l'appelle le souvaroff) ainsi que des recettes comme le filet de bœuf Souvarov et la poularde à la Souvaroff.
- Un style de barbe porte également son nom.
- L'atoll de Suwarrow, aux iles Cook, porte son nom.
- Le village de Souvorovo dans le kraï du Primorié.

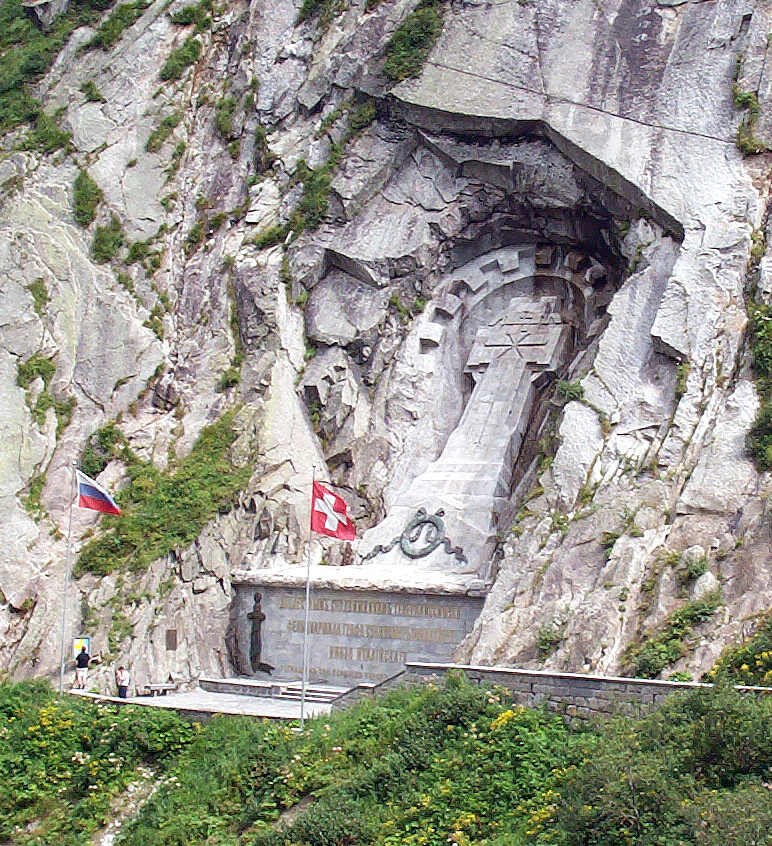
Le monument dédié à Alexandre Souvorov sur le versant nord du col du Saint-Gothard en Suisse.
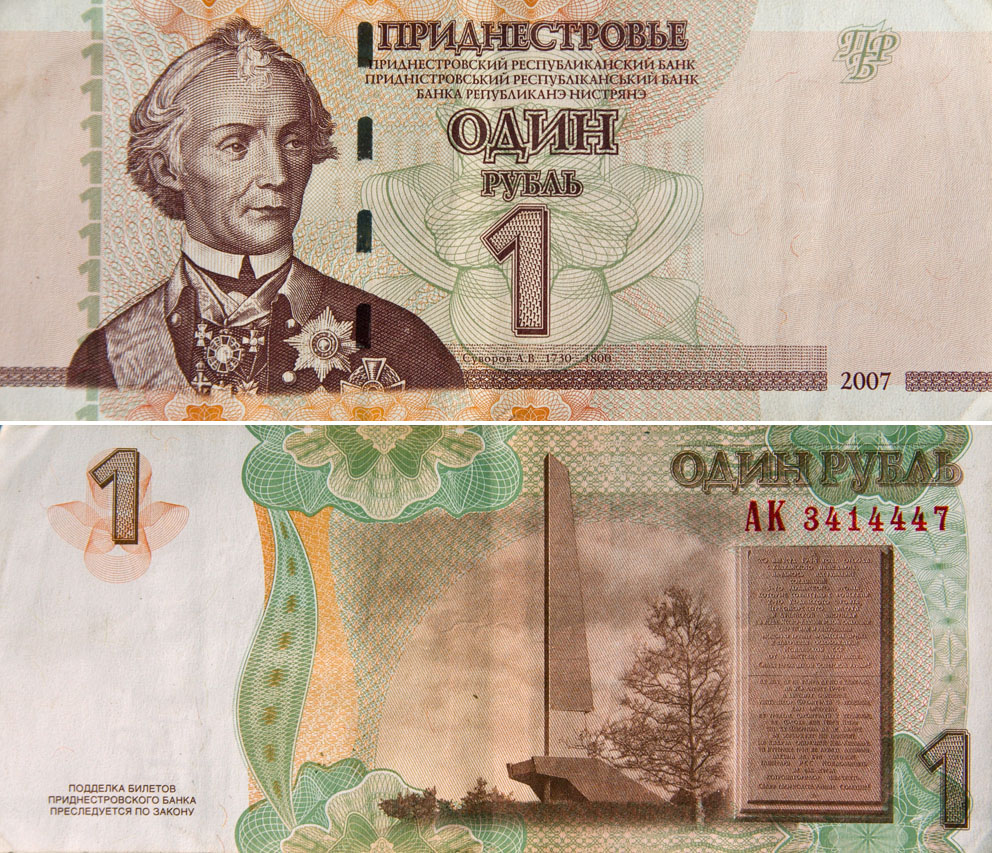
Rouble de Transnistrie.